# Jardín Botánico de la Universidad de Helsinki
El Jardín Botánico de la Universidad de Helsinki o en finés, Helsingin yliopiston kasvitieteellinen puutarha es un jardín botánico, dependiente administrativamente de la Universidad de Helsinki y siendo una parte del "Museo finlandés de Historia Natural", que es una colección de ámbito nacional sobre historia natural. 
Las funciones del jardín botánico, son las del mantenimiento de una colección de plantas vivas para uso en investigación y de enseñanza al público en general, el intercambio internacional de semillas con propósitos científicos y la coordinación de todos los jardines botánicos finlandeses. 
Es miembro del BGCI, y del ENSCONET. Su código de identificación internacional como institución botánica, así como las siglas de su herbario es H.

## Localización
Está situado en dos lugares del centro de Helsinki, Kaisaniemi y Kumpula.
Helsingin yliopiston kasvitieteellinen puutarha, PO Box 44, Jyrängöntie 2 Helsinki FI-00014 Helsinki Suomi-Finlandia.60°10′20″N 24°56′51″E / 60.17222, 24.94750

## Historia

### Una zona de paseo de los habitantes de Helsinki
En 1763, el gobernador Hans Henrik Böje alquiló unos terrenos de la ciudad de Helsinki limitando con el "Hämeen maantie" (hoy en día Siltasaarenkatu) y comenzó un jardín en ellos. En 1773, el control del jardín fue entregado al jardinero Erik Edbom. Cuando Helsinki se convirtió en el capital en 1812, el jardín se convirtió en un jardín municipal. Después, en 1827, trabajo sobre la transformación del jardín en un área de paseo para los habitantes de Helsinki iniciado según los planes elaborados por Carl Ludvig Engel. Sus planes dividieron el parque en dos áreas distintas: un parque simétrico, arbolado y un jardín de paisaje, entrelazados con paseos. En 1829, el área de paseo fue talada una vez que el Jardín Botánico de la Academia Imperial de Turku fuera trasladada a este lugar después de El gran fuego que azoló Turku y la Academia Imperial reubicada en Helsinki

### Historia del Jardín Botánico
El jardín botánico de la universidad de Helsinki tiene sus raíces en el Jardín Botánico de la academia imperial de Turku, que fue establecido por el profesor Elias Tillandz en 1678. El jardín de Tillandz era un pequeño jardín para cultivar verduras y plantas medicinales. Después de la muerte de Tillandz, el jardín fue dejado a la desídia, hasta que el profesor Pehr Kalm se hiciera cargo de él. El jardín comenzó a prosperar cuando fueron plantados centenares de especímenes de plantas útiles traídos por Kalm con él desde Norteamérica. Cuando la academia imperial de Turku se trasladó a Helsinki en 1828, fue asignado un trozo de tierra en Kaisaniemi que había servido previamente como pasto común para la población de Helsinki. El profesor de Zoología y Botánica Carl Reinhold Sahlberg comenzó la construcción de un nuevo jardín, en el que añadió su extensa colección privada que no fue destruida en el Gran Fuego de Turku. Comisionaron como jardinero principal a Franz Faldermann del Jardín Botánico de San Petersburgo para diseñar el jardín botánico. Según su plan, el jardín tenía dos áreas separadas: jardines y un parque como arboreto. Él también planeó los edificios del invernadero, de los cuales el primero fue terminado en 1832. Sahlberg sirvió como director y organizador del jardín botánico, cuya ambiciosa meta era crear unas colecciones con todas las plantas de Finlandia y así como de las plantas no Finlandesas que prosperaran en Finlandia. 

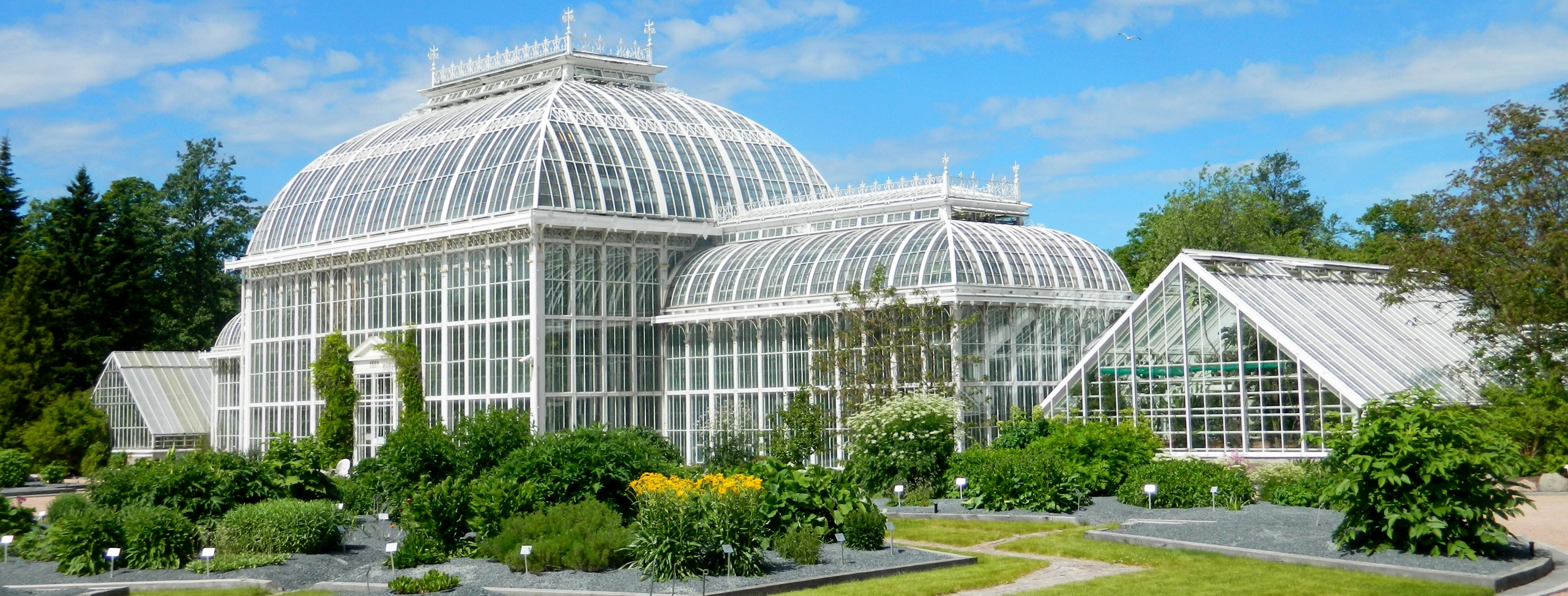
El invernadero de 1889 Palmuhuone

El edificio principal de madera, de nave simple diseñado por Engel fue construido en el medio del jardín antes de 1831. En 1850, fue ampliado según planes de Jean Wiik. El edificio de madera era trasladado dejando espacio para un nuevo edificio principal. En su nueva localización, se convirtió en las viviendas de los jardineros, que es el propósito que todavía sirve hoy. Wiik planeó una panadería de Estilo Imperio para el jardín y una cerca protección del jardín contra las vacas que pastaban en un prado cercano. Engel también planeó un pasadizo gótico entre el establo y el granero de las vacas, que ya se ha demolido. 
Los edificios actuales del jardín botánico son obra del arquitecto Gustaf Nyström, cuando los invernaderos originales diseñados por Faldermann fueron substituidos a finales del siglo XIX por los nuevos invernaderos diseñados por Nyström. A diferencia de los invernaderos de Faldermann, los de Nyström fueron hechos de hierro labrado. En 1889 fue acabada la casa grande de la palma tropical con su azotea de cristal y en 1896 el resto de los invernaderos. En 1903, la construcción del edificio del instituto para albergar el Departamento de Botánica y el Museo de Botánica que Nyström había diseñado para substituir el edificio principal original ahora reacondicionado como viviendas de los jardineros y vivienda del profesor. El museo botánico todavía se alberga en el mismo edificio. El edificio de los jardineros fue vuelto a poner en el límite occidental del jardín botánico. Además, los edificios de madera del siglo XIX fueron trasladados al límite norte del jardín desde otra parte de Helsinki durante los años 90. 
Durante la Guerra de Continuación, el jardín fue golpeado por tres bombas y los invernaderos fueron dañados. Consecuentemente, la mayoría de los 1.500 taxones de los invernaderos, a excepción de un solo ciprés y de las semillas de un lirio de agua, murieron debido a las bajas temperaturas. Las semillas sobrevivieron en la parte inferior de la piscina del lirio de agua y el lirio de agua actual en la piscina es el descendiente de ese lirio de agua. 
En los años 50, los invernaderos fueron restaurados y modernizados y a partir de 1996 a 1998, fueron restaurados de nuevo. El jardín de Kaisaniemi y sus invernaderos continuarán siendo utilizados para las exposiciones y la investigación.

### Historia del jardín de Kumpula
En el siglo XX, el jardín botánico de la universidad estaba escaso de espacio, así cuando en los años 70 se tomó la decisión de escindir la universidad en cuatro áreas separadas del campus, en el diagrama del campus de Kumpula fue puesto a un lado el terreno necesario para un nuevo jardín botánico. 
Los límites del jardín de Kumpula fueron trazados en 1987, los trabajos de plantación empezaron dos años más tarde. El nuevo jardín fue construido en el jardín anterior del señorío de Kumpula. Se abrió en el público en el 2009. El jardín se divide en dos secciones separadas: una para las plantas útiles y otra para las plantas según su origen geográfico. Las plantas se recolectan de las áreas de las cuales tengan climas similares al de Finlandia meridional, e.g., Europa, Norteamérica y Extremo Oriente.

## Colecciones
La colección del jardín botánico contiene plantas de todo el mundo. La colección ocupa la mayor parte del área del jardín, conteniendo colecciones de árboles, arbustos, plantas perennes, anuales y bianuales. 
Las colecciones de plantas se pueden dividir entre las siguientes colecciones especiales en dos áreas diferentes:
Kaisaniemi

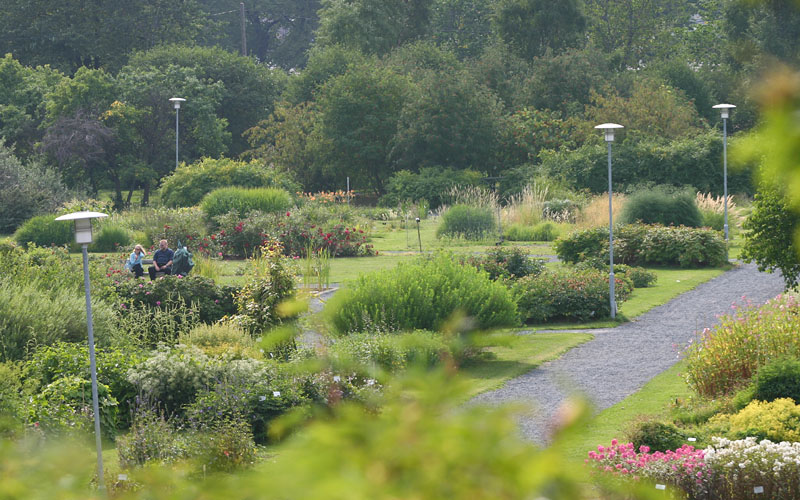
Kaisaniemi.

En Kaisaniemi se encuentra un jardín sistemático con varios edificios al viejo estilo Imperio que datan de 1830. Actualmente cuenta con más de 2,800 plantas de diferentes procedencias cultivadas al aire libre que se encuentran distribuidas en :
- Arboretum, con una colección de plantas leñosas
- Rocalla, con plantas de zonas montañosas distribuidas entre rocas.
- Jardín de plantas perennes
- Jardín sistemático
- Invernaderos con más de 900 taxones de plantas de climas tropicales, subtropicales y áridos.

Los invernaderos mayores y más antiguos son los de La casa de las Palmeras que se construyó en 1889, con diseño del arquitecto Gustaf Nyström. Quien también diseñó y construyó en 1896, las dos alas laterales del edificio central. 
Las colecciones de los invernaderos fueron destruidas en la Segunda Guerra Mundial en febrero de 1944 al caerles tres bombas. 
Los invernaderos fueron remozados entre 1996 y 1998, siendo abiertos al público el 21 de septiembre de 1998. 
Kumpula

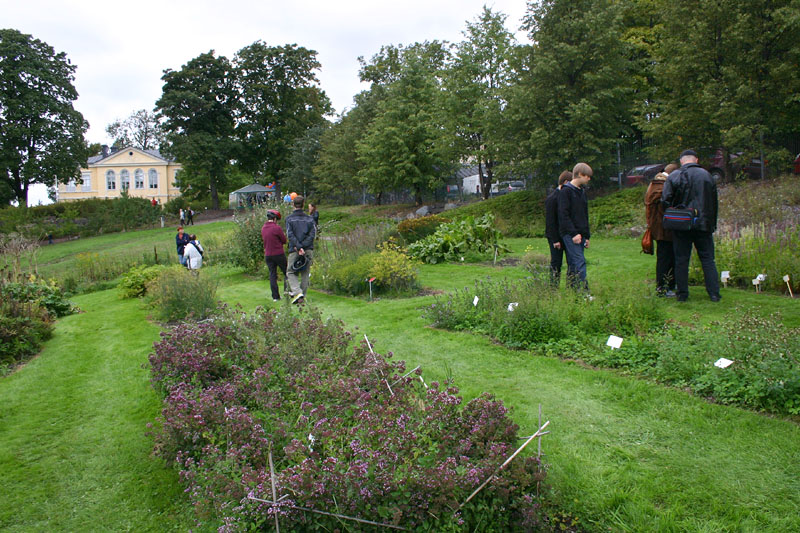
Kumpula en 9.9.2006.

- Jardín de plantas de importancia económica
- Secciones agrupadas por origen geográfico

Estas secciones en Kumpula tienen un gran valor científico, pues se trata de plantas que tienen una procedencia de especímenes salvajes recolectados en expediciones que ha realizado el equipo del jardín botánico, aunque algunas semillas se han obtenido por intercambio internacional. 
- - Sección dedicada a la isla de Hokkaido
  - Sección dedicada al noreste de China y la Rusia del extremo oriente
  - Oeste de Norteamérica
  - Este de Norteamérica
  - Europa boreal y las montañas del centro y sur de Europa
- Viveros